# تشرنوویتسه
تشرنوویتسه (به چکی: Čerňovice) یک منطقهٔ مسکونی در جمهوری چک است که در ناحیه پلزن-شمالی واقع شده‌است. تشرنوویتسه ۹٫۲۴ کیلومتر مربع مساحت و ۱۰۶ نفر جمعیت دارد و ۴۰۲ متر بالاتر از سطح دریا واقع شده‌است.